# Ilio Negri
Ilio Negri (Milano, 1926 – Milano, 1974) è stato un grafico italiano, uno dei principali esponenti della Scuola svizzera in Italia.

## Biografia

Ilio Negri. La "A" della Autobianchi. Nel progetto originale del 1971 era inscritta in un cerchio.

Dopo l'apprendistato presso la tipografia del padre, Negri fonda nel 1946 un proprio studio. Si occupa di grafica e pubblicità. 
Nel 1956 fonda lo studio CNPT assieme a Giulio Confalonieri, Michele Provinciali e Pino Tovaglia. Rimarrà associato fino al 1965.
A partire dagli anni sessanta collabora con importanti aziende italiane. In particolare progetta il marchio dell'Autobianchi, nel 1971, e cura l'immagine grafica della Lagostina, oltre al nuovo marchio della Pirelli.
Sempre nel 1971 realizza assieme ad Aldo Novarese ed altri il carattere tipografico Forma, per la fonderia Nebiolo. Tale opera verrà segnalata nell'edizione del medesimo anno del Compasso d'oro.

## Principali opere
- 1967 - annuncio pubblicitario Penetracyn
- 1968 - marchio Tronconi
- 1971 - marchio Autobianchi
- 1971 - font Forma
- 1971 - marchio Pirelli[3]